# Taivassalo
Taivassalo [ˈtɑi̯ʋɑsˌsɑlo] (schwedisch Tövsala [ˈtøːvˌsala]) ist eine Gemeinde an der Südwestküste Finnlands. Taivassalo liegt in der Landschaft Varsinais-Suomi 40 Kilometer von Turku entfernt. Die Gemeinde erstreckt sich über eine Fläche von 218 km², wovon 140 km² Land ist. Zu Taivassalo gehören neben dem Gemeindegebiet auf dem Festland noch über 180 Schären. Die Länge der Küstenlinie beträgt über 300 Kilometer.

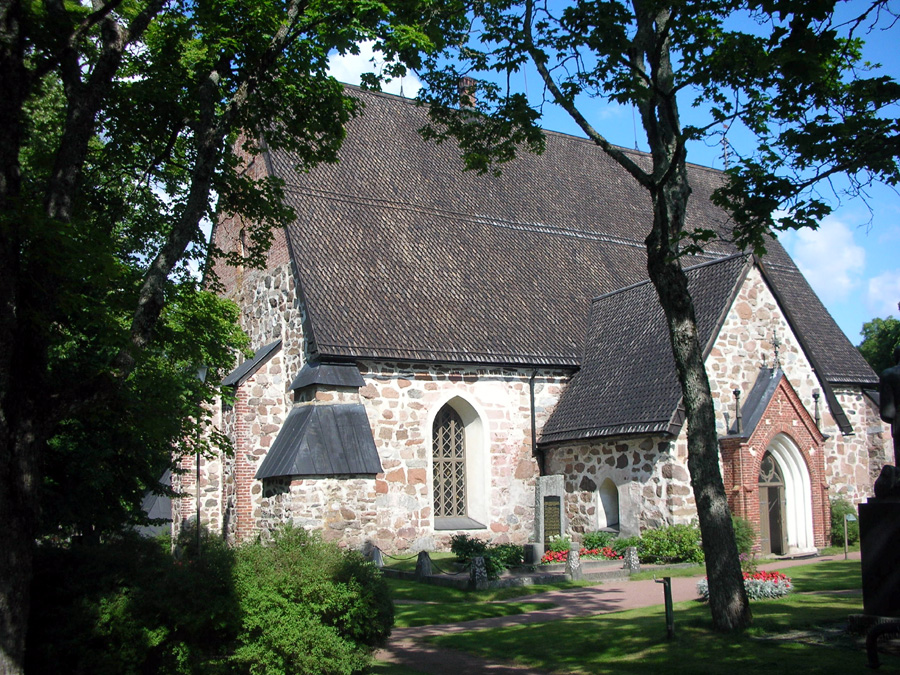
Die Kirche von Taivassalo

Viele der 1778 Einwohner von Taivassalo pendeln zur Arbeit nach Turku. Daneben wird Fischerei betrieben und Granit abgebaut. Im Sommer vervierfacht sich die Einwohnerzahl der Gemeinde durch die vielen Feriengäste. Die Kirche von Taivassalo wurde im Zeitraum zwischen 1425 und 1440 errichtet. Sie gehört wie die Heiligkreuzkirche von Hattula zu den Heiligkreuzkirchen (finnisch Pyhän Ristin kirkko) Finnlands und ist wie diese kunsthistorisch wegen ihrer Fresken sehenswert, die während der Reformation in großem Umfang nicht zerstört, sondern nur übermalt wurden und mittlerweile restauriert werden konnten.

## Dörfer
Ahainen, Hakkeenpää, Halesmäki, Helsinki, Hilloinen, Huitila, Hurunkorpi, Huukanen, Hylkilä, Hyövelä, Inkeranta, Isokorpi, Isosärkilä, Järppilä, Järvenperä, Kahiluoto, Kaitainen, Karhula, Kaustio, Keräsaari, Ketarsalmi, Koivisto, Kouvoinen, Kummila, Kurjala, Kyrö, Lahdenperä, Leikluoto, Lemmetyinen, Lempoinen, Liittinen, Marjunen, Mierla, Mussalo, Onnikmaa, Palai, Pallila, Paltvuori, Punttinen, Rouhu, Rytsälä, Sannainen, Santala, Sarsala, Taipale, Tammisto, Toroinen, Touppa, Tuomarainen, Tuomoinen, Uskainen, Uurna, Vainionperä, Vehanen, Viianen, Vuorenpää, Vuorte, Vähäsärkilä.

## Persönlichkeiten
- Emma Irene Åström (1847–1934), Lehrerin, erste Hochschulabsolventin Finnlands
- Antti Kankaanranta, Geiger
- Ari Salonen (geb. 1957), Sprinter
- Reima Salonen (* 1955), Rennfahrerin
- Anneli Sari (* 1947), Sängerin,
- Maunu Särkilahti (um 1500), Bischof von Turku von 1489 bis 1500